# مارك بيلي
مارك بيلي (بالإنجليزية: Mark Bailey) (26 نوفمبر 1970 - ) هو لاعب كريكت نيوزلندي. شارك في دورة ألعاب الكومنولث 1998.

## وصلات خارجية
- مارك بيلي على موقع إي آس بي آن كريك إنفو (الإنجليزية)
- مارك بيلي على موقع اتحاد ألعاب الكومنولث (مؤرشف) (الإنجليزية)